# Yamamoto Masaya
Masaya Yamamoto (sinh ngày 23 tháng 10 năm 1991) là một cầu thủ bóng đá người Nhật Bản.

## Sự nghiệp câu lạc bộ
Masaya Yamamoto đã từng chơi cho YSCC Yokohama.